# Port-Brillet
Port-Brillet is een gemeente in het Franse departement Mayenne (regio Pays de la Loire). De plaats maakt deel uit van het arrondissement Laval. Port-Brillet telde op 1 januari 2022 1.816 inwoners.

## Geografie
De oppervlakte van Port-Brillet bedroeg op 1 januari 2022 8,1 vierkante kilometer; de bevolkingsdichtheid was toen 224,2 inwoners per km².

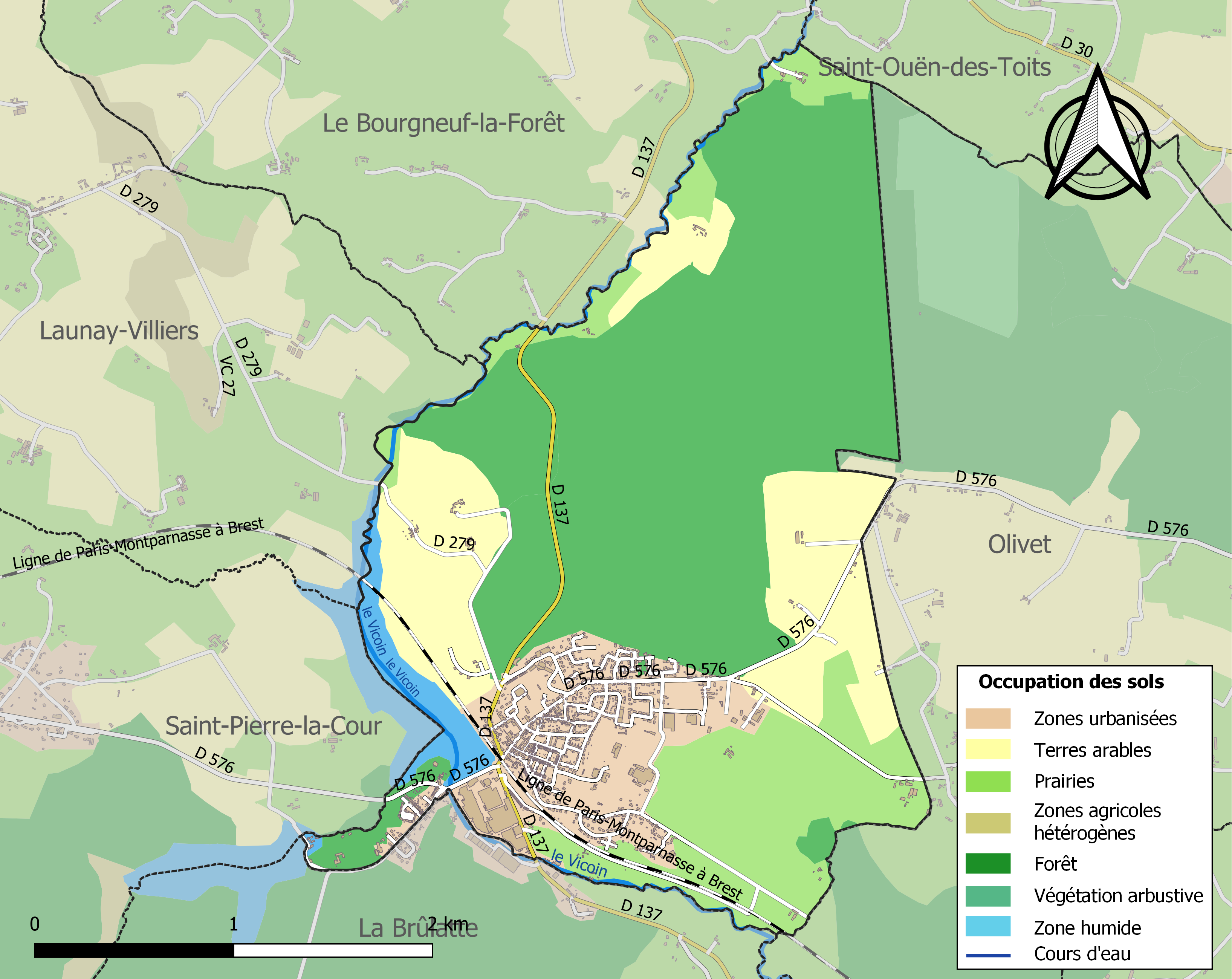
Kaart van de gemeente met de belangrijkste infrastructuur, bodemgebruik en omliggende gemeenten

## Verkeer en vervoer
In de gemeente ligt spoorwegstation Port-Brillet.

## Demografie
Onderstaande figuur toont het verloop van het inwonertal (bron: INSEE-tellingen).